# Vojska v Vzhodnem rimskem imperiju
Vzhodnorimska vojska je poleg vzhodnorimske mornarice služila kot primarno vojaško telo vzhodnorimskih vojaških sil. Kot neposreden naslednik rimskega legionarskega vojaškega ustroja, je vojska tudi v obdobju Bizanca po propadu zahodne polovice rimske države, ohranjala podoben nivo discipline, strateške miselnosti in organizacije. Večino srednjega veka je predstavljala najmočnejšo vojaško telo v zahodni Evraziji.
Vzhodnorimska vojska je doživljala tako zmage kot poraze. V 7. stoletju je po ukinitvi legijskega sistema v ospredje prišlo vlaganje v elitno udarno konjenico (Katafraktarii in Klibanarii), ki so ostali glavni element vzhodnorimske vojske vse do začetka zatona imperija po letu 1204. V poznem obdobju cesarstva (1204-1453), je glavnino vojske predstavljala naborniška pehota, vedno več vojske pa so sestavljali plačanci iz Italije.

## Zgodovina

### Zgodnje obdobje - 4. do 7. st.
V obdobju od 4. do 7. stoletja je bil ustroj vzhodnorimske (bizantinske) vojske podoben kot v antičnem Rimu, še vedno je veljal legijski sistem. Legije so bile razdeljene na komitate, enote hitrega reagiranja v primeru napada preseljujočih ljudstev; naborniška pehota (Limitanei) pa je bila nastanjena v obmejnih trdnjavah, ki so sprejele do tisoč vojakov. Ti so v primeru napada morali sporočiti komitu province (Comes), ki je nad zavojevalce poslal legijo komitatov - ta je štela tudi do več deset tisoč vojakov.
Zadnja legija, ki je obratovala v sistemu legije na območju vzhodnega rimskega imperija je Makedonska Legija (LEGIO V MACEDONICA)

### Srednje obdobje - 7. do 11. st.
Po 7. stoletju so v vojski opustili legijski sistem in uvedli tako imenovan tematski sistem, ki je imperij razdelil na vojaške administrativne divizije (Themai). Glavni vojaški poveljnik teme je bil tematski strateg ali general (Strategos), ki je bil odgovoren za nabor vojakov in njihovo opremo ter poveljevanje v zaščiti svoje teme. Vsaka tema je imela svojega stratega (generala), ti pa so bili neposredno podrejeni vojaškemu magistru in cesarju v Konstantinoplu.
V Konstantinoplu je bila nastanjena stalna cesarska vojska (Tagma), ki je bila bolje opremljena in izurjena od tematskih vojsk. Za razliko od tematskih vojsk, ki so bile sestavljene iz ljudstva in namenjene obrambi imperija, je bila tagma udarna vojska, ki je bila strogo poklicna in namenjena vojskovanju proti večjim grožnjam.
Težke legionarje so v tem obdobju zamenjali okretnejši večnamenski vojaki, ki so bili prilagojeni vojskovanju z Arabci, ki so za razliko od Perzijcev - glavnega nasprotnika Bizanca v zgodnjem obdobju, pri vojskovanju posegali po lažji bojni opremi in hitrejših taktikah.
Še vedno so vlogo najpomembnejše elitne enote igrali Katafraktarii, ki so bili elitni konjeniki v oklepu, podobno kot vitezi zahodne Evrope. Katafraktarii so bili manj primerni za vojskovanje proti Arabcem zaradi svoje slabše okretnosti, a so bili zelo učinkoviti v boju s Franki in Madžari, saj so znani primeri, ko je nekaj deset katafraktov porazilo več sto frankovskih in madžarskih konjenikov.
V srednjem obdobju je postala zelo priljubljena uporaba t. i. "grškega ognja", ognjenega orožja, ki je bilo s pridom uporabljeno v pomorskih bitkah proti Arabcem v 8., 9. in 10. stoletju. Grški ogenj je bila heterogena zmes različnih vnetljivih kemikalij, ki je gorela tudi na vodi. Domnevno je šlo za zmes nafte in drugih snovi. Orožje je bilo v obliki kovinskega topa, ki je bruhal ogenj. Obstajale so tudi ročne različice tega orožja, ki je bilo uporabljano poleg pomorskih bitk tudi v obleganju sovražnih mest. Primer je osvoboditev Sirije in mesta Antiohije izpod vladavine Arabcev v 10. stoletju.

### Vasilijev zlati vek (Makedonska renesansa) - 11. st.
Tematski vojaški sistem je dosegel svoj višek v začetku 11. stoletja, ko se je pokazala vsa učinkovitost takšnega pragmatičnega in discipliniranega sistema vojskovanja. Od 7. stoletja naprej so večji del severnega balkanskega polotoka zasedli Slovani, ki so pobijali in zasužnjevali grško-rimske kristjane, saj so bili pogani in divje nomadsko ljudstvo. Poleg Perzijcev in Arabcev na vzhodu, so največjo grožnjo za obstoj Vzhodnega rimskega imperija na zahodu predstavljali Obri, Avari in Slovani, ki so večkrat oblegali Solun, Konstantinopel in druga večja grško-rimska mesta. 
Po vojaški zmagi nad perzijsko in arabsko grožnjo so se Bizantinci osredotočili na boje z Bolgarskim imperijem, novim imperijem Slovanov, ki je nastal na severnem delu balkanskega polotoka, območju današnje Bolgarije in Romunije. Slovani (Bolgari) so pred tem od Bizanca sprejeli pravoslavno krščanstvo in svojo državo iz plemenske skupnosti spremenili v imperij podoben rimskemu, kjer so gradili napredne javne zgradbe, cerkve in kopališča. Glavni cilj bolgarskega cesarja Samuila je bil osvojiti Konstantinopel in zavladati rimskemu imperiju. 
Cesar Vasilij II iz makedonske dinastije je na bolgarsko grožnjo odgovoril s pohodom nad bolgarski imperij, in državo v celoti aneksiral. Samuila je premagal v nekaj odločilnih bitkah in oslepil vojne ujetnike ter jih poslal domov. Kljub okrutnemu dejanju nad premagano vojsko, pa Vasilijevi vojaki niso pobijali bolgarskih civilistov ali ropali njihovih mest, saj je bilo to v nasprotju z rimskim vojaškim pravom in načeli krščanske vere ter strogo kaznovano. Slovanom, ki so v 7. stoletju nasilno zasedli balkanski polotok, so Bizantinci po zmagi nad njimi v 11. stoletju dovolili da ostanejo na svoji novi zemlji, ter jim pod pokroviteljstvom svojega imperija pomagali ustvariti svoje države - Srbijo in Bolgarijo. 

### Komnensko obdobje - 12. st.
Po smrti Vasilija je Vzhodni rimski imperij prvič začel stagnirati. Tematski sistem je zaradi interesov manjših fevdalnih posestnikov propadel, kar je privedlo do sprememb v vojaški strukturi. Čeprav je imperij še vedno veljal za najnaprednejšo evropsko državo, je vojaški sistem nazadoval in postal podoben fevdalnemu - posledično je število vojakov upadlo, redno naborniško vojsko za obrambo države in udarno cesarsko vojsko za obračunavanje z večjimi zunanjimi grožnjami je zamenjala razdrobljena in neenotna vojska podrejena različnim finančnim mogotcem, trgovcem, članom cesarjeve družine in posameznim senatorjem.
Vojska je prvič v zgodovini rimskega imperija neposredno služila posameznikom in ne državi, posledica česa je bila takojšnja oslabitev države, ki ni nazadovala zgolj v vojaškem in ozemeljskem smislu, a je propadlo tudi visoko šolstvo in zdravstvo, ki so ga do takrat v Evropi poznali samo na območju Vzhodnega rimskega imperija.
Kljub spremembi iz sodobne naborniške vojske na polfevdalni in ohlapno organiziran vojaški sistem, je Komnensko obdobje za državo prineslo tudi uspehe. V tem obdobju je vojska Vzhodnega rimskega imperija delovala kot zaveznik Angleških in Francoskih odprav v križarskih vojnah. Večino bojev proti muslimanov v tem obdobju je opravila prav vzhodnorimska vojska, ki je oskrbovala in usmerjala zahodnoevropske križarje v boju proti Seldžukom v Anatoliji in islamskimi kraljestvi v Levantu.

### Pozno obdobje - 13. st. do 1453
Največji poraz v svoji zgodovini je Vzhodno rimsko cesarstvo zajel leta 1204, ko so zahodnoevropski križarji, prej zavezniki, v četrtem križarskem pohodu izropali Konstantinopel. Do tedaj najnaprednejša in vojaško najmočnejša evropska država je tako postala propadajoča in neenotna tvorba. Boj na eni strani z zahodnoevropskimi križarji, ki so zasedli rimske province v južni Grčiji, ter v letih 1204 do 1261 tudi prestolnico Konstantinopel, in na drugi strani s Turki, ki so kot nomadsko ljudstvo vdrli na azijski del imperija, je povzročil, da se je obseg države hitro manjšal.
V 15. stoletju so edina svobodna mesta rimskega imperija ostala Solun, Konstantinopel, Mistra na Peloponezu in Trapezunt na obali Črnega morja. Odpor proti Osmanom in zahodnoevropskim križarjem, ki so si želeli podrediti in predrugačiti propadajoče cesarstvo, je bil legendaren in je dolgo ostal v spominu vseh pravoslavnih narodov. Zadnji boj Vzhodnega rimskega imperija se je odvijal leta 1453. Podobno kot boj kralja Leonida v antični Šparti, je tudi ta boj bil v naprej obsojen na poraz, saj je napol propadlo in opustelo mesto pred 300.000 Osmani branilo zgolj 5.000 Grkov in 2.000 italijanskih plačancev. Prej milijonski Konstantinopel in več sto tisoč vojakov močne cesarske vojske so zamenjali razpršene enote lokalnega odpora in opustela ter porušena mesta. Vzhodno rimsko cesarstvo je bilo zgodba o uspehu, saj je to najdlje obstoječa državna tvorba vseh časov na območju Evrope, in za večino svojega obstoja tudi najpomembnejša evropska sila; propadlo je zaradi prevelikega navala sovražnikov, ki so želeli svoj delež bogastva države.
V poznem obdobju se v Vzhodnem rimskem imperiju prvič pojavi orožje s smodnikom, ki ga uporabljajo tudi Osmani. Običajno postane vojskovanje s topovi, vedno večja pa vloga tujih plačancev v vojskovanju.

## Pomembnejše bitke

### Zgodnje obdobje
- Bitka za Kalinkium (531)
- Bitka za Trikamaron (533)
- Bitka za Taginae (552)
- Bitka za Ninive (627)
- Bitka za Mutah (629)
- Bitka za Firaz (634)
- Bitka za Ajnadajn (634)
- Bitka za Fal (635)
- Bitka za Jarmuk (636)
- Bitka za Železni most (637)
- Bitka pri Ongali (680)
- Bitka za Kartagino (698)
- Obramba Konstantinopla (718)

### Srednje obdobje
- Bitka za Plisko (811)
- Bitka za Bulgarofigon (896)
- Bitka za Ahelus (917)
- Bitka za Klajdion (1014)
- Bitka za Malazkert (1071)
- Bitka za Drač (1081)
- Bitka za Levoduon (1091)
- Bitka za Berojo (1122)
- Bitka za Sirmion (1167)
- Bitka za Miriokefalon (1176)

### Pozno obdobje
- Bitka za Antioh pri reki Meander (1211)

- Bitka za Pelagonijo (1259)
- Padec Carigrada (1453)

## Vzhodnorimska vojaška filozofija in vojaško pravo
Vzhodni rimski imperij je bil v očeh svojih državljanov "Kristusova država na zemlji", "Imperij boga" in pravoslavna krščanska država, ki pa je bila hkrati tudi napredna za svoj čas, saj je bila cerkvena oblast ločena od posvetne, patriarh pa je bil podrejen civilnemu cesarju.
Za razliko od džihada pri muslimanih, ali križarskih pohodih zahodne Evrope, v rimskem imperiju niso odobravali koncepta svete vojne. Razlika v veroizpovedi za prebivalce imperija ni pomenila opravičila za napad na tujo državo s ciljem ropanja ali pokoritve njenega ozemlja. Vojna je bila v državi pojmovana kot rezultat slabega vodenja, ki se mu je potrebno izogniti.
Veljalo je prepričanje, da je vse spore potrebno reševati diplomatsko, v vojno pa je dovoljeno in obvezujoče iti samo v namen obrambe svoje države ali kaznovanja krivice, nikakor pa ne zaradi verskih ali ekonomskih razlogov.
Poleg civilnega so v državi poznali tudi vojaško pravo, ki je temeljilo na vojaškem pravu stare Grčije in Rima. To je prepovedovalo vsakršno pobijanje civilnega prebivalstva ali nedostojno ravnanje s premaganimi ljudstvi. Vzhodnorimski vojaki so v starem svetu ko je veljalo pravo močnejšega veljali za dostojne in profesionalne, saj so bili presenetljivo blagi do premaganih sovražnikov v primerjavi z drugimi ljudstvi tistega časa.

## Struktura vojske (l. 1025)
| Razdel                          | Št. Osebja | Št. Podrejenih enot | Dignitat (poveljnik razdela) |
| ------------------------------- | ---------- | ------------------- | ---------------------------- |
| Stratos (vojska)                | 110.000    | 10 do 20 them       | Kaisaras/Basileios (Cesar)   |
| Thema (divizija)                | 9.600      | 4 tourme            | Strategos (General)          |
| Tourma (truma)                  | 2.400      | 6 droung            | Tourmarhes                   |
| Droungos (otred)                | 400        | 2 bandi             | Droungarios                  |
| Bandon (tolpa)                  | 200        | 2 kentarhiji        | Komes                        |
| Kentarhija (stotnja, centurija) | 100        | 10 kontobernij      | Hekatontarhes/Kentarhes      |
| Kontubernija (desetnija)        | 10         |                     | Dekarhos                     |

## Oprema

### Ognjestrelno orožje
V vzhodnorimskem imperiju so v 4. st. razvili prvo svetovno ognjeno orožje - metalec ognja, t. i. grški ogenj. Poznali so tudi ročne granate, od 14. stoletja dalje pa smodnik.

### Hladno orožje in oklep
Arsenal hladnega orožja v Vzhodnem rimskem imperiju je bil zelo bogat. Poznali so različne vrste mečev; več metrov dolga kopja podobna antični sarisi, tudi krajša kopja in kopja za metanje (pillum). Poleg klasičnega pilluma (legionarskega kopja za met), so uvedli tudi manjše kovinske obtežene sulice za metanje.

#### Meči
Osnovni in najpogosteje uporabljen meč v vzhodnorimski vojski je skozi vso zgodovino ostal klasičnemu gladiju podoben meč spation, ki je bil srednje dolžine in ravne oblike. Naprednejši je bil podolgovat dvorezni meč paramerion, ki je bil pogosto zavit kot islamski scimitarji, ki so se razvili iz te oblike meča; vendar je bil za razliko od njih dvorezen kljub zaviti obliki. Navadno je imel ob konici razširjeni del. Paramerion je bil redek, uporabljali so ga samo poklicni vojaki, pogosto pa je upodobljen tudi na ikonah vojaških svetnikov ali upodobitvah cesarjev.

#### Oklep
Najbolj priljubljena vrsta oklepa v vzhodnem rimskem imperiju je bil lamelarni oklep; segmentiran oklep iz kovinskih plošč, ki je izhajal iz klasične lorice segmentate. Najvišji vojaški častniki (dignitati), in cesar so vse do 11. stoletja nosili klasični mišičast oklep podobno kot antični rimski in grški vojskovodje. V vzhodnorimskem imperiju so tak starinski oklep imenovali "Ahilova oprava", in je imel legendaren pomen. V "Ahilovi opravi" so upodabljali tudi vojaške svetnike na ikonah.
Navadni vojaki so nosili lahki usnjeni ali lamelarni oklep. Katafraktarii in druga težka konjenica so nosili, naprednejši klivanion, različico lamelarnega oklepa podobnega lorici segmentati; ki so ga po propadu vzhodnorimskega imperija prevzeli tudi Osmani.

Težkega viteškega oklepa, kot so ga poznali v zahodni Evropi, in je bil v rimskem imperiju znan kot "frankovski", pa niso uporabljali, razen v zelo redkih primerih, saj je bil za Rimljane "preokoren", in so v njem "izgledali kot neokretne gmote železa" kot opisuje zgodovinar iz poznega obdobja države.